# Rue de la Croix-Faubin
La rue de la Croix-Faubin est une voie du 11e arrondissement de Paris, en France.

## Situation et accès
La rue de la Croix-Faubin est une voie publique située dans le 11e arrondissement de Paris. Elle débute aux 7-15, rue de la Folie-Regnault et se termine au 166 bis, rue de la Roquette.

## Origine du nom
La croix Faubin, autour de laquelle s'était formé le hameau du même nom, était située dans le voisinage, au coin des rues de Charonne et des Boulets.

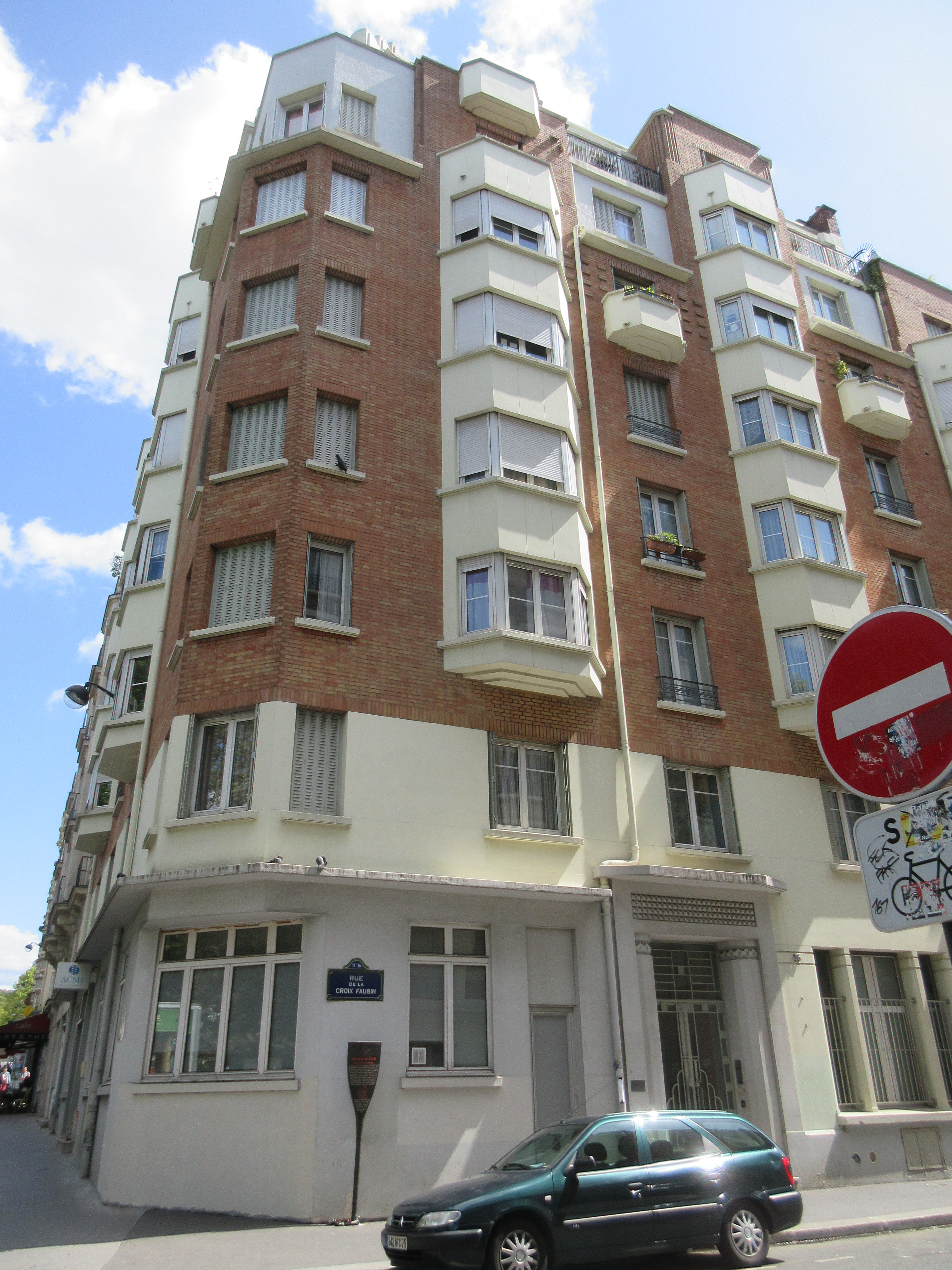
Emplacement du panneau Histoire de Paris «  Les dalles de la Guillotine » situé 16 rue de la Croix-Faubin.
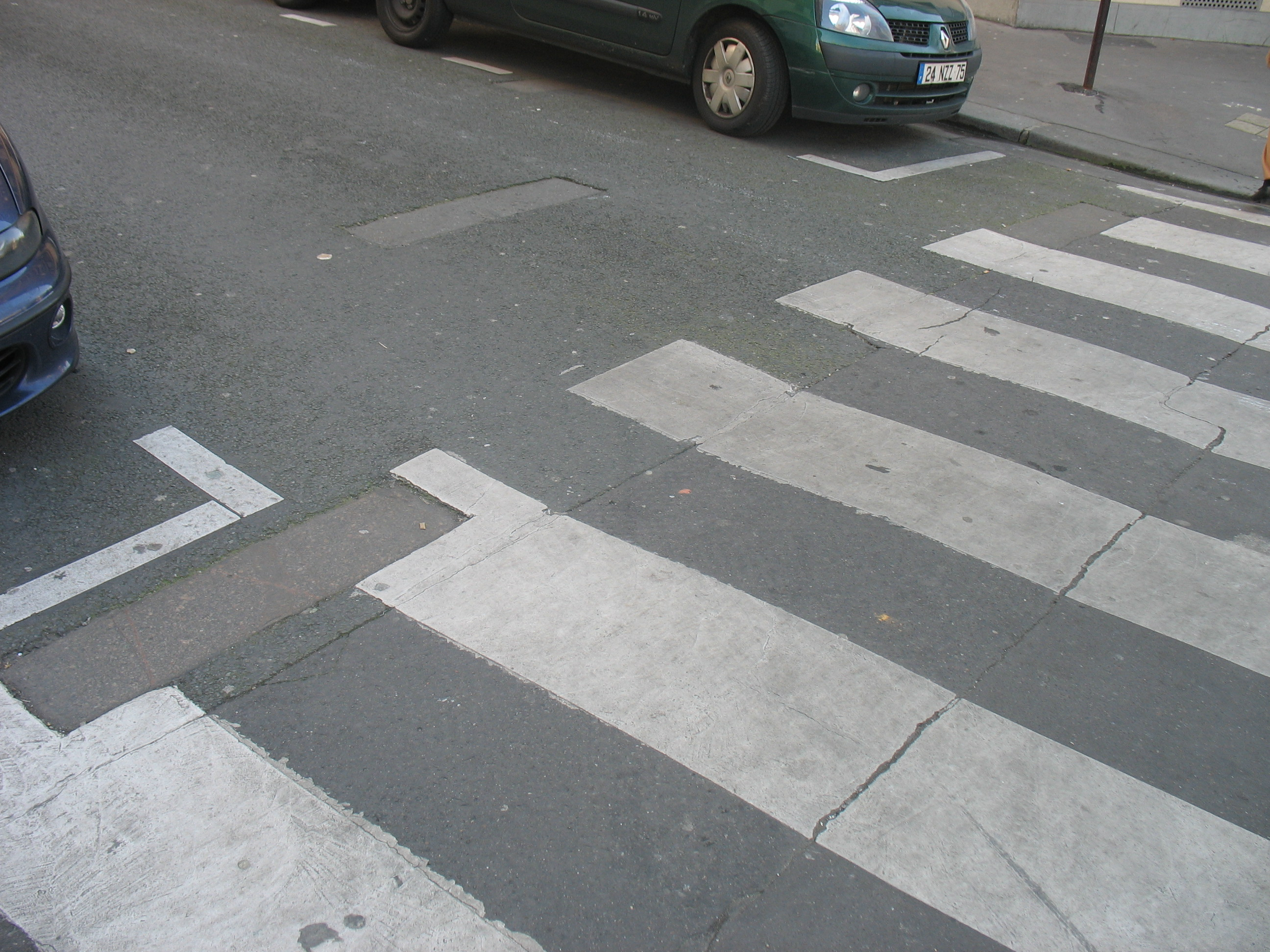
Dalles destinées à accueillir les pieds de l'échafaud de la guillotine devant l'ancienne prison de la Roquette.

## Historique
Cette rue est ouverte par le département de la Seine sur l'emplacement de l'ancien dépôt des condamnés à mort car les exécutions capitales avaient lieu à cet endroit précis au moyen de la guillotine. Cette machine entreposée au no 60 rue de la Folie-Régnault était transportée devant le portail de la Grande Roquette, devant le no 16 de l'actuelle rue de la Croix-Faubin. De 1851 à 1899, plus de deux cents personnes furent exécutés à cet emplacement dont les anarchistes Émile Henry et Auguste Vaillant.
Entre 1902 — date de son percement, liée à la démolition de la prison de la Roquette — et 1904, cette rue s'est dénommée « rue Charles-Garnier » avant de recevoir son nom actuel.
On peut toujours voir les dalles de pierre qui soutenaient l'échafaud, au nombre de cinq, à l'extrémité du 16, rue de la Croix-Faubin et du 166 bis, rue de la Roquette,.
Elle prend sa dénomination actuelle par arrêté du 28 janvier 1904.